# Jumpin' Jack Flash
"Jumpin' Jack Flash" er en sang fra det engelske rock ’n’ roll band The Rolling Stones, og den blev udgivet som single i 1968. Den bliver kaldt et ”overnaturlig Delta blues nummer på vegne af det swingende London"  af Rolling Stone. Sangen bliver betragtet som et tilbageblik på The Stones blues rødder efter at have prøvet at eksperimentere med andre genre på tidligere albummer som Between The Buttons og Their Satanic Majesties Request.  Den er en af The Stones mest populære og genkendelige sange, og "Jumpin' Jack Flash" findes på et utal af film, og opsamlingsalbummer som Through the Past, Darkly (Big Hits Vol. 2), Hot Rocks, Singles Collection, og Forty Licks.

## Inspiration og indspilning
Skrevet af Mick Jagger og Keith Richards begyndte indspilningerne til ”Jumpin' Jack Flash” under Beggars Banquet optagelserne i 1968 (selvom den ikke blev udgivet på dette album).
Om sangen sagde Jagger i et interview fra 1995 med Rolling Stone:” Den handler om at have en hård tid, og komme ud af det. Bare en metafor om at kom ud af alle de der syre ting .”
Keith Richards siges at spillede bass i stedet for Bill Wyman. I hans biografi, Stone Alone, fra 1990 hævder Wyman at han fandt på sangens guitar riff på et orgel uden at blive krediteret for det. 
En historie om sangen afslører Richards (under et interview i 2003 på The Rolling Stones DVD Four Flicks) at, han og Jagger skrev sangen efter de blev vækket en morgen, mens de var i Richards hus Redlands, af lyden af en mand der gik fordi vinduet. Da Jagger spurgte hvem manden var, svarede Richards:” Åh, det er Jack, det er Jumpin’ Jack,” (Richards gartner). Sangen stammede derfra . 
”Jumpin' Jack Flash” blev spillet live til The Rolling Stones Rock and Roll Circus . Sangen kan findes på live albummene Get Yer Ya-Ya's Out!, Love You Live, og Flashpoint.

## Udgivelse og efterfølgende
Udgivet den 24. marts 1968, fløj ”Jumpin' Jack Flash”
til tops i England, og blev nummer 3. i USA. B-siden på både den amerikanske og den engelske version var ”Child of the Moon”. Det første album som sangen optrådte på var deres 1969 opsamlingsalbum  Through the Past, Darkly (Big Hits Vol. 2),, et år efter singlen blev udgivet.
I marts 2005 placerede Q (magazine) ”Jumpin' Jack Flash”
Som nummer 2. på deres liste over de 100 bedste guitar nummer . I 2004 udnævnte Rolling Stone sangen på plads nummer 124 . på deres liste over de 500 bedste sange overhovedet. VH1 gav nummeret en 65. plads i deres show over de 100 bedste rock sange .

### Fodnote
1. ↑  "Jumpin' Jack Flash : Rolling Stone". Arkiveret fra originalen 23. december 2007. Hentet 16. oktober 2007.
2. ↑  allmusic
3. ↑  "Cover Story: Jagger Remembers : Rolling Stone". Arkiveret fra originalen 12. oktober 2007. Hentet 16. oktober 2007.
4. ↑  Jumping Jack Flash
5. ↑  YouTube – Broadcast Yourself
6. ↑  "Q lists – page3". Arkiveret fra originalen 29. juni 2012. Hentet 16. oktober 2007.
7. ↑  "The RS 500 Greatest Songs of All Time : Rolling Stone". Arkiveret fra originalen 20. august 2006. Hentet 16. oktober 2007.
8. ↑  Rock On The Net: VH1: 100 Greatest Rock Songs: 1-50